# Alzira (Verdi)
Alzira è un'opera di Giuseppe Verdi in un prologo e due atti su libretto di Salvadore Cammarano, commissionatagli dall'impresario Vincenzo Flauto, gestore del Teatro San Carlo di Napoli, dove il 12 agosto 1845 ebbe luogo la prima rappresentazione.

## Personaggi ed interpreti
Gli interpreti e gli artisti coinvolti furono:

| Personaggio                           | Interprete                      |
| ------------------------------------- | ------------------------------- |
| Alvaro                                | Marco Arati                     |
| Gusmano                               | Filippo Coletti                 |
| Ovando                                | Luigi Cesi                      |
| Zamoro                                | Gaetano Fraschini               |
| Ataliba                               | Michele Benedetti               |
| Alzira                                | Eugenia Tadolini                |
| Zuma                                  | Maria Salvetti                  |
| Otumbo                                | Francesco Rossi                 |
| Scene                                 | Angelo Belloni                  |
| Maestro del coro                      | Giuseppe Puzone                 |
| Maestro al cembalo                    | Giuseppe Verdi (per tre recite) |
| Primo violino e direttore d'orchestra | Antonio Farelli                 |

## Genesi e rappresentazioni
Il soggetto fu tratto dal dramma di Voltaire, Alzire ou les Americains (1736) di cui per altro, osserva Massimo Mila, «nulla resta nel libretto di Cammarano». In particolare la trasposizione operistica annullò il gusto per l'esotico del dramma francese, quasi sfiorato dal mito del buon selvaggio.
Verdi aveva ricevuto il libretto già nel 1844, ma la composizione si concentra nella primavera del 1845, dopo Giovanna d'Arco. Verdi giudicò il libretto inadatto, soprattutto per la presenza di tre arie collocate di fila, una dopo l'altra.
Fin dal debutto, Alzira non riscontrò i favori di pubblico e critica. Su di essa pesa d'altronde un giudizio assolutamente negativo che la tradizione attribuisce allo stesso Verdi: «Quella è proprio brutta».
In realtà le recenti riproposte di Alzira hanno dimostrato la vitalità di alcune parti, tra cui la cavatina della protagonista nel primo atto: "Da Gusman, su fragil barca". Da ricordare anche il coro finale del prologo "Dio della guerra".
Il 28 ottobre dello stesso anno ha la prima al Teatro Argentina di Roma con Luigia Boccabadati, il 17 febbraio 1846 al Teatro Regio di Parma ed il 16 gennaio 1847 al Teatro alla Scala di Milano con Eugenia Tadolini ed Achille De Bassini.
Nel 1967 ebbe la prima al Teatro dell'Opera di Roma diretta da Franco Capuana con Virginia Zeani, Gianfranco Cecchele, Cornell MacNeil e Carlo Cava, nel 1968 alla Carnegie Hall di New York in concerto con Elinor Ross, Cecchele e Louis Quilico e nel 1970 al Collegiate Theatre di Londra.
Nel 1981 viene ripresa al Regio di Parma, nel 1990 ha la prima al Teatro Magnani di Fidenza con Giacomo Prestia, nel 1996 al Royal Opera House, Covent Garden di Londra e nel 2002 ancora a Parma diretta da Bruno Bartoletti con Vladimir Černov e Carlo Ventre.

## Trama
L'opera è ambientata a Lima e in altre regioni del Perù, verso la metà del XVI secolo.

### Prologo (Il prigioniero)
Zamoro è a capo di una tribù di inca Peruviani che si oppone all'oppressione spagnola, ed è invaghito della bella Alzira. Durante uno degli scontri Zamoro viene creduto morto, e i Peruviani catturano l'anziano governatore Alvaro per vendicarsi, ma Zamoro torna e libera il vecchio. Poi Otumbo dice a Zamoro che Alzira e il padre di lei Ataliba sono stati fatti prigionieri, e Zamoro decide che tenterà di liberarla.

### Atto I (Vita per vita)
Intanto Gusmano, figlio dell'ormai troppo vecchio Alvaro, prende il comando delle truppe spagnole e stipula una pace con le tribù, chiedendo la mano di Alzira. La ragazza, ancora fedele all'amato e certa che egli non è morto, rifiuta, resistendo alle pressioni del padre Ataliba, a cui Gusmano ha imposto di cercare di convincerla. Zamoro riesce a introdursi presso gli spagnoli e può riabbracciare Alzira, ma viene sorpreso e fatto arrestare da Gusmano. Alvaro intercede per il guerriero che gli aveva salvato la vita, e Zamoro viene così liberato e può riunirsi alle sue truppe.

### Atto II (La vendetta d'un selvaggio)
Zamoro cade ancora prigioniero in un successivo scontro e viene condannato a morte. Alzira promette a Gusmano di concedersi se libererà l'amato. Zamoro però riesce a fuggire, travestendosi da soldato spagnolo; venuto a conoscenza dei preparativi per le nozze tra Gusmano e Alzira, ritorna al palazzo e riesce a pugnalare mortalmente l'odiato rivale. In punto di morte Gusmano si pente del male che ha fatto, dice a Zamoro che Alzira aveva accettato le nozze solo per salvarlo, benedice la coppia e infine spira ricevendo dal padre un'ultima benedizione.

## Numeri musicali
- Sinfonia

### Prologo
- 1 Introduzione
  - Coro Muoia, muoia coverto d'insulti (Americani) Scena I
- 2 Scena e Finale I
  - Scena A costoro quel nume perdoni (Alvaro, Otumbo) Scena I-II
  - Cavatina Un Inca... eccesso orribile! (Zamoro) Scena II
  - Tempo di mezzo Col genitor la misera (Otumbo, Zamoro, Coro) Scena II
  - Cabaletta Risorto fra le tenebre (Zamoro, Otumbo, Coro) Scena II
  - Stretta del Prologo Dio della guerra, i tuoi furori (Tutti) Scena II

### Atto I
- 3 Coro
  - Coro Giunse or or, da lido ispano (Ufficiali spagnoli) Scena I
- 4 Scena e Cavatina di Gusmano
  - Scena Alta cagion qui v'assembrava, o forti (Alvaro, Coro, Gusmano, Ataliba) Scena II
  - Cavatina Eterna la memoria (Gusmano) Scena II
  - Tempo di mezzo Persisti, e vincerai (Alvaro, Ataliba, Gusmano) Scena II
  - Cabaletta Quanto un mortal può chiedere (Gusmano, Alvaro, Coro) Scena II
- 5 Scena e Cavatina di Alzira
  - Scena Riposa. Tutte, in suo dolor vegliante (Zuma, Donzelle, Alzira) Scena III
  - Cavatina Da Gusman, su fragil barca (Alzira) Scena III
  - Tempo di mezzo Alta pietade ogn'anima (Zuma, Donzelle, Alzira) Scena III
  - Cabaletta Nell'astro che più fulgido (Alzira, Zuma, Donzelle) Scena III
- 6 Finale II
  - Recitativo Figlia!... - Padre! (Ataliba, Alzira) Scena IV-V-VI
  - Duetto Chi fia? Qual mai cagion lo tragge?... (Alzira) Scena VI
  - Scena Qual ardimento!... (Gusmano, Alzira, Ataliba, Zuma, Donzelle, Spagnoli, Zamoro) Scena VII
  - Finale Teco sperai combattere (Zamoro, Gusmano, Alzira) Scena VII-VII
  - Adagio del Finale Nella polve, genuflesso (Alvaro, Gusmano, Alzira, Zamoro, Ataliba, Zuma, Donzelle, Guerrieri) Scena VIII
  - Seguito del Finale Qual suon?... (Gusmano) Scena VIII-IX
  - Stretta del Finale Trema, trema... a ritorti fra l'armi (Gusmano, Zamoro, Alzira, Ovando, Guerrieri, Alvaro, Ataliba, Zuma, Donzelle) Scena IX

### Atto II
- 7 Coro
  - Coro Mesci, mesci... - Vittoria!... - Vittoria!... (Spagnoli) Scena I
- 8 Scena e Duetto di Alzira e Gusmano
  - Scena Guerrieri, al nuovo dì (Gusmano, Spagnoli, Ovando) Scena II-III
  - Duetto Scegli - Il pianto... l'angoscia... (Gusmano, Alzira) Scena III
  - Tempo di mezzo Ei mora! (Gusmano, Alzira, Ovando) Scena III-IV
  - Cabaletta Colma di gioia ho l'anima (Gusmano, Alzira) Scena IV
- 9 Scena e Aria di Zamoro
  - Scena Amici!... - Ebben? (Otumbo, Americani) Scena V-VI
  - Aria Irne lungi ancor dovrei (Zamoro) Scena VI
  - Tempo di mezzo Fuggi, ah! fuggi, ed un'ingrata (Otumbo, Zamoro, Americani) Scena VI
  - Cabaletta Non di codarde lagrime (Zamoro, Otumbo, Americani) Scena VI
- 10 Finale ultimo
  - Coro Tergi del pianto America (Donzelle) Scena VII
  - Scena Prodi figli d'Iberia (Gusmano, Alzira) Scena VIII
  - Aria È dolce la tromba che suona vittoria (Gusmano) Scena VIII
  - Tempo di mezzo Si compia il rito (Gusmano, Alzira, Zuma, Coro) Scena VIII-IX
  - Andante del Finale I numi tuoi, vendetta atroce... (Gusmano, Zamoro, Alzira, Alvaro, Ataliba, Zuma, Ovando, Coro) Scena IX

## Incisioni discografiche
| Anno | Cast (Alzira, Zamoro, Gusmano)                         | Direttore         |
| ---- | ------------------------------------------------------ | ----------------- |
| 1938 | Elisabeth Schwarzkopf, Rupert Glowitsch, Alfred Hubner | Heinrich Steiner  |
| 1967 | Virginia Zeani, Gianfranco Cecchele, Cornell MacNeil   | Franco Capuana    |
| 1973 | Ángeles Gulin, Gianfranco Cecchele, Mario Sereni       | Maurizio Rinaldi  |
| 1982 | Ileana Cotrubaș, Francisco Araiza, Renato Bruson       | Lamberto Gardelli |
| 1999 | Marina Mescheriakova, Ramón Vargas, Paolo Gavanelli    | Fabio Luisi       |